# Un échec de Maigret
Un échec de Maigret est un roman policier de Georges Simenon publié en 1956. Il fait partie de la série des Maigret. 
L'écriture de ce roman s'est déroulée du 26 février au 4 mars 1956 dans sa propriété dénommée Golden Gate, située dans le riche quartier de La Californie, sur les hauteurs de Cannes (Alpes-Maritimes).
Le commissaire Maigret reçoit la visite de Ferdinand Fumal, homme d'affaires de grande envergure qui se plaint d'être l'objet de lettres anonymes menaçantes et demande à être protégé en raison de son importance financière et politique. Maigret, qui l'a connu dans son enfance, le trouve toujours aussi antipathique et s'occupe de lui à contrecœur. Bien que son luxueux hôtel particulier ait été surveillé, Fumal est découvert assassiné le lendemain matin.
Cette enquête qui se déroule parallèlement à une autre reléguée à un plan secondaire, est basée sur des impressions personnelles de Maigret qui se sent coupable de fautes professionnelles. Il évolue dans une atmosphère pénible où tout paraît faux et grinçant. Il s’occupe d’une victime qu’il juge profondément antipathique, dont le vice consiste à « ruiner les autres (…) pour affirmer sa puissance ». 

## Personnages
- Ferdinand Fumal : la victime. « le roi de la boucherie », propriétaire de plusieurs chaînes de boucheries (« les Boucheries Réunies », « les Boucheries Économiques », etc.). À la suite de l'envoi de lettres anonymes de menace, une lettre du ministre de l'Intérieur, qu'il connaît bien, demande au directeur de la P.J. de le recevoir (c'est Maigret qui s'en chargera). Marié, pas d’enfants. Âge mûr.
- Jeanne Fumal, née Lentin : épouse de Ferdinand Fumal.
- Louise Bourges : secrétaire ambitieuse de Fumal, maîtresse de Félix, le chauffeur, la trentaine.
- Victor Ricou : ex-braconnier, valet de chambre de Fumal.
- Martine Gilloux : jeune maîtresse de Fumal qu'il entretient.
- Émile Lentin : 52 ans, frère de Jeanne, devenu un ivrogne sans domicile fixe.
- Roger Gaillardin : ancien patron d'une chaîne de boucherie « Les Comptoirs  économiques », ruiné par Fumal.

## Résumé
Le roman comporte 9 chapitres.
Alors qu'il est chargé d'une enquête sur la disparition d'une Anglaise en voyage à Paris, enquête qui ennuie Maigret et dont il ne s'occupera que distraitement, le commissaire reçoit la visite de Ferdinand Fumal − boucher, surnommé « le roi de la boucherie » − depuis qu'il était devenu un puissant homme d'affaires à la tête de plusieurs grandes chaînes de boucheries, tant à Paris qu'en province − qui se plaint d'être l'objet de lettres anonymes menaçantes et demande à être protégé car il s'est fait de nombreux ennemis lors de son ascension sociale en provoquant la faillite de nombreux confrères. Maigret, qui l'a connu dans son enfance − car ils sont du même âge et originaires tous deux de Saint-Fiacre − le trouve toujours aussi antipathique et s'occupe de lui à contrecœur. Bien que son hôtel particulier ait été surveillé, Fumal est découvert assassiné le lendemain matin.
L'interrogatoire de sa secrétaire, des domestiques et des gens de son entourage, fait apparaître progressivement la méchanceté foncière et gratuite de Fumal, son pouvoir tyrannique sur ses proches et la haine que lui vouaient ses subalternes. Ils avaient tous un motif de le voir disparaître et tous sont satisfaits de sa mort, sauf sa jeune maîtresse qu'il entretenait et  pour qui il représentait la sécurité. C'est le seul être avec lequel il se montrait moins inhumain ; devant elle, il pouvait sans crainte « parader et se plaindre », car, en raison de son caractère, comment cet homme aurait-il été heureux ?
Le commissaire apprend aussi que Fumal était plus ou moins berné par ceux qu'il croyait dominer : sa femme, alcoolique,  recevait, et parfois logeait, son frère indigent en cachette, sa secrétaire transmettait des renseignements financiers confidentiels contre de l'argent et son « bras droit », Goldman, lui a sans doute dérobé des sommes importantes. Victor Ricou, le valet de chambre − ex-braconnier originaire lui aussi de Saint-Fiacre − que Fumal avait sauvé de la prison à seule fin d'avoir un factotum entièrement à sa merci, le détestait particulièrement parce qu'il se sentait asservi. On apprendra que c'est lui qui a tué Fumal, tant pour recouvrer la liberté et que pour voler les espèces contenues dans  le coffre-fort, estimées à quinze millions de francs. Maigret n'a pas été assez rapide dans ses déductions et le coupable a pu s'enfuir, prévenu par la secrétaire. C'est seulement cinq ans plus tard qu'on retrouvera par hasard le valet de chambre, que la maladie empêchera d'être jugé aux Assises. Et on apprendra que la vieille Anglaise vit en Australie...

## Espace
- Paris. Principalement l'hôtel particulier de la victime, situé fictivement à l'angle du boulevard de Courcelles[2] et de la rue de Prony, dans le riche quartier de la Plaine Monceau. Références à Saint-Fiacre (Allier), village natal de Maigret, mais aussi celui de la victime et de son meurtrier.

## Temps
Époque contemporaine ; l’enquête dure trois jours et se déroule en mars.

## Éditions
- Préoriginale en feuilleton dans le quotidien « Le Figaro », n° 3728-3757 du 13 septembre au 5 octobre 1956
- Édition originale : Presses de la Cité, 1956.
- « Tout Simenon », tome 8, éd. France Loisirs, 1990, pages 515 à 607  (ISBN 2-7242-6094-5), réédité chez éd. Omnibus, 2002  (ISBN 978-2-258-06049-4).
- Livre de Poche n° 31585, 2009  (ISBN 978-2-253-12855-7).
- Tout Maigret, tome 6, Omnibus,  2019  (ISBN 978-2-258-15047-8).

## Adaptations
- Sous le titre Death of a Butcher, téléfilm anglais avec Rupert Davies, diffusé en 1961
- Un échec de Maigret, téléfilm français de Gilles Katz avec Jean Richard, diffusé en 1987.
- Un échec de Maigret, téléfilm de Jacques Fansten, avec Bruno Cremer, diffusé en 2003.

## Source bibliographique
- Maurice Piron, Michel Lemoine, L'Univers de Simenon, guide des romans et nouvelles (1931-1972) de Georges Simenon, Presses de la Cité, 1983, p. 353-353  (ISBN 978-2-258-01152-6)